# Zurück in die Zukunft (Album)
Zurück in die Zukunft ist das vierte Studioalbum der Stuttgarter Rapgruppe Massive Töne. Es erschien am 14. Oktober 2005 über die Labels EastWest, Warner Music und Kopfnicker Records.

## Produktion
Die Massiven Töne fungierten bei dem Album als Ausführende Produzenten. Sechs Instrumentals wurden von dem US-amerikanischen Musikproduzent Emile Haynie, der später auch u. a. mit Eminem zusammenarbeitete, produziert. Je eine Produktion stammt von DJ Friction und Philippe Kayser, DJ Head, Yvan Jacquemet, Chris Sholar, Dash und Baby Dooks.

## Covergestaltung
Das Albumcover zeigt einen schwarzen Baum, an dessen Ästen die Songtitel in bunten Farben sowie diverses Musikequipment, wie Kopfhörer, Schallplattenspieler und Radio, hängen. Oben auf dem Baum sind die drei Bandmitglieder Schowi, DJ 5ter Ton und Ju zu sehen. Links oben auf dem Cover befinden sich die Schriftzüge Massive Töne und Zurück in die Zukunft in Dunkelgrün bzw. Hellgrün.

## Gastbeiträge
Auf fünf Liedern des Albums sind neben den Massiven Tönen weitere Künstler zu hören. So hat der Sänger Fetsum Gastauftritte in den Songs Easy und Zurück in die Zukunft, während an Auf dich ist Verlass die Sängerin Laura López Castro beteiligt ist. Der Track Worauf wartest du? ist eine Kollaboration mit den Rappern Ceza und Franky Kubrick. Außerdem ist der US-amerikanische Rapper Fatman Scoop auf Komm schon Baby vertreten.

## Titelliste
| #  | Titel                 | Gastbeiträge            | Produzent                    | Länge |
| -- | --------------------- | ----------------------- | ---------------------------- | ----- |
| 1  | Intro                 |                         |                              | 0:12  |
| 2  | Bumerang              |                         | Emile Haynie                 | 3:17  |
| 3  | Easy                  | Fetsum                  | Emile Haynie                 | 3:43  |
| 4  | Wellness              |                         | Emile Haynie                 | 4:19  |
| 5  | Lass rollen           |                         | Yvan Jacquemet               | 3:21  |
| 6  | Topmodel              |                         | DJ Head                      | 3:41  |
| 7  | Worauf wartest du?    | Ceza und Franky Kubrick | Chris Sholar                 | 4:16  |
| 8  | Auf dich ist Verlass  | Laura López Castro      | DJ Friction, Philippe Kayser | 4:54  |
| 9  | Mein Job              |                         | Emile Haynie                 | 3:32  |
| 10 | Unerreichbar          |                         | Dash                         | 3:47  |
| 11 | Komm schon Baby       | Fatman Scoop            | Baby Dooks                   | 4:07  |
| 12 | Zurück in die Zukunft | Fetsum                  | Emile Haynie                 | 3:29  |
| 13 | Weitergehen           |                         | Emile Haynie                 | 4:01  |

## Chartplatzierungen und Singles
Zurück in die Zukunft stieg am 31. Oktober 2005 für eine Woche auf Platz 55 in die deutschen Charts ein und verließ die Top 100 in der folgenden Woche wieder. Damit konnte es nicht an den kommerziellen Erfolg der beiden Vorgängeralben anknüpfen, welche jeweils die Top 10 erreichten. In der Schweiz belegte der Tonträger Rang 63 und hielt sich zwei Wochen in den Charts.
Als Singles wurden die Lieder Topmodel (DE Platz 31, 9 Wochen) und Mein Job (DE Platz 78, 4 Wochen) ausgekoppelt.

## Rezeption
Die Internetseite laut.de bewertete das Album mit drei von möglichen fünf Punkten:

„"Zurück In Die Zukunft" wählten die Massiven übrigens nicht zufällig als Titel, und auch nicht, weil R'n'B-Chanteur Fetsum dazu eine gewohnt naidooeske Hookline einfiel. Inhaltlich will man sich an den eigenen Wurzeln orientieren, musikalisch hingegen die absolute Charttauglichkeit um jeden Preis bewahren. […] Fraglos wird auch "Zurück In Die Zukunft" aus der Anlage jeder Breithose vom Pragsattel bis Degerloch dröhnen, und irgendwie ist das ja auch was schönes. Zumal die Töne wenigstens nicht versuchen, jemanden darzustellen, der sie nicht sind. Real nennt man so etwas in der Hip Hop-Szene, glaube ich. Und: Besser als der Vorgänger ist das Album auf jeden Fall.“